# Suzuki LT125D
El Suzuki LT125 Quadrunner (también conocido como Suzuki QuadRunner 125) fue un quad producido por Suzuki, siendo el primer todoterreno ligero de cuatro ruedas lanzado al mercado.

## Historia
El prototipo fue desarrollado en Whanganui, Nueva Zelanda, por Rod Coleman. Cuando se presentó junto al ALT125 ATC en 1982, se convirtió en el primer todoterreno ligero de cuatro ruedas del mercado.

## Características
Tenía un motor de 124 cm³ (7,57 plg³) con arranque manual (es decir, sin arranque eléctrico), con una potencia de salida declarada de 8,3 kW (11,3 CV) a 7000 rpm. La potencia se transfería a las ruedas a través de una transmisión semiautomática de 5 velocidades.
El frenado contaba con un solo freno de tambor en el eje trasero, sin frenos delanteros. El LT125 tampoco tenía suspensión delantera o trasera, y la mitigación del efecto de las irregularidades del terreno se lograba mediante sus neumáticos de baja presión.

## Modelos
| 1983   | 1984   | 1985   | 1986   | 1987   |
| ------ | ------ | ------ | ------ | ------ |
| LT125D | LT125E | LT125F | LT125G | LT125H |